# Mali podkovnjak
Mali podkovnjak (znanstveno ime Rhinolophus hipposideros) je vrsta netopirja, ki ima tako kot vsi podkovnjaki značilno kožno gubo med nosnicama v obliki podkve. Ob mirovanju se popolnoma zavije v letalno opno. Za zavetišča uporabljajo predvsem opuščena človeška bivališča, cerkvene zvonike in opuščene rudniške rove. Prezimovališče pa si poiščejo v naravnih jamah, opuščenih kleteh in rovih. S kremplji se oprimejo stropa in otrpli visijo z njega kot suh list do pomladi.

## Opis
Mali podkovnjak je podoben velikemu podkovnjaku. Je sivo rjave barve, spodaj pa je belosiv. Ob visenju je dolg pod 10 cm. Uhlji so veliki, koničasti in brez poklopca. V zatočišču prosto visijo, popolnoma zaviti v prhuti. Osebki se nikoli ne dotikajo med sabo.
Mali podkovnjak lovi žuželke v letu v gozdu, gozdnem robu, nad mokrišči. Parijo se jeseni in spomladi.

## Ogroženost
V Sloveniji je ta vrsta netopirja tako kot vse na območju Slovenije domorodne vrste netopirjev zavarovana. Ogrožajo ga posegi v njegova zatočišča, nočna osvetljenost objektov in pesticidi.